# دهکدة زايندة رود
قرية زايندة رود (مقاطعة تشادغان) (بالإنجليزية: Zayandeh Rud Cultural and Recreational Village)‏ هي منطقة سكنية تقع في أصفهان في إيران. يقدر عدد سكانها بـ 52 نسمة .